# La Bastide-de-Bousignac
 La Bastide-de-Bousignac  là một xã ở tỉnh Ariège, thuộc vùng Occitanie ở phía tây nam nước Pháp.